# Mabel's Blunder

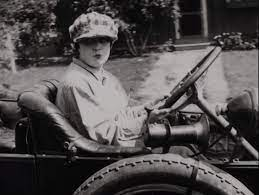
Fotograma de la pel·lícula amb Mabel disfressada com a xofer

Mabel's Blunder és una pel·lícula muda de la Keystone Film Company escrita, dirigida i protagonitzada per Mabel Normand. Altres intèrprets foren Charley Chase i Al St. John. D’una bobina de durada, la pel·lícula es va estrenar el 12 de setembre de 1914. La pel·lícula tingué tant d’èxit que Mack Sennett, el productor, declarà que a partir d’aquell moment Mabel dirigiria totes les seves comèdies. El 2009, el National Film Registry de la Biblioteca del Congrés dels Estats Units la va seleccionar per a la seva preservació degut al seu interès cultural, històric o estètic.

## Argument
Mabel és una noia que està secretament compromesa amb Harry, el fill del seu cap, el qual també està enamorat d’ella. Una jove visita el seu xicot al seu despatx i Mabel, gelosa, sense saber qui és la dona visitant, es disfressa de xofer com a home per espiar-los. Mabel condueix la parella a una festa. Mentrestant, a l'oficina, el veritable xofer s'ha vist obligat a posar-se la roba de Mabel i a posar-se un vel a la cara per evitar ser descobert. El cap li va al darrere en creure que creu que és Mabel. Al final es descobreix l’error i també es descobreix que la dona misteriosa és la germana del xicot.

## Repartiment
- Mabel Normand (Mabel)
- Charles Bennett (el cap)
- Harry McCoy (Harry, fill del cap)
- Eva Nelson (germana de Harry)
- Charley Chase (Billy, amic de Harry)
- Al St. John (germà de Mabel)
- Wallace MacDonald
- Edward F. Cline